# Taggtetragonia
Taggtetragonia (Tetragonia echinata) är en isörtsväxtart som beskrevs av William Aiton. Taggtetragonia ingår i släktet tetragonior, och familjen isörtsväxter. Arten förekommer tillfälligt i Sverige, men reproducerar sig inte.

## Bildgalleri

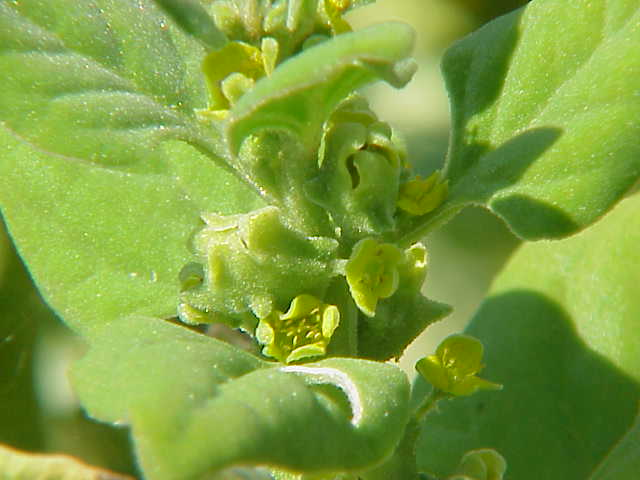
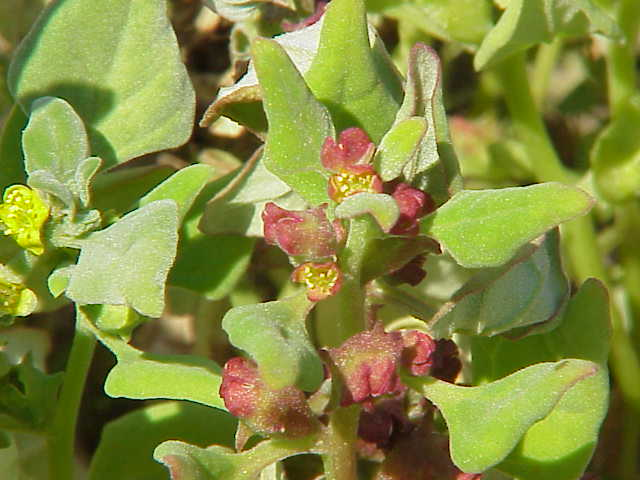
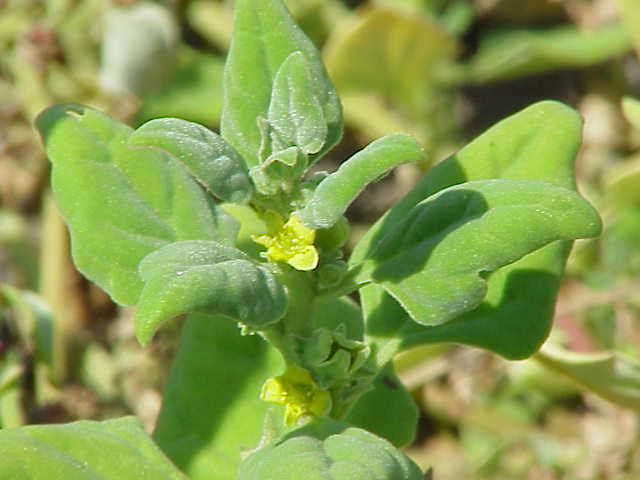
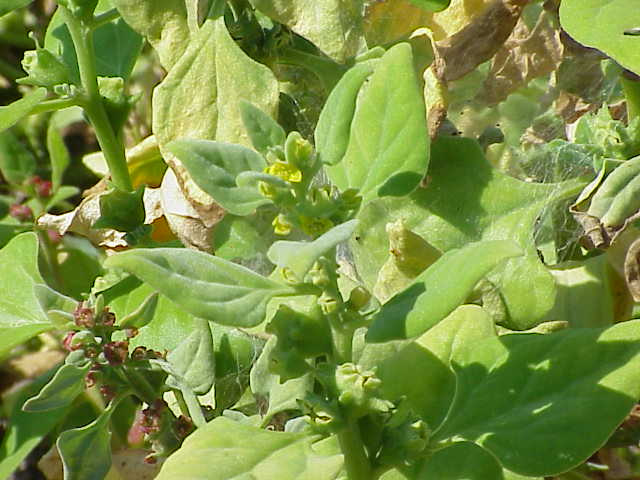